# مديرية المقاطرة

تعديل مصدري - تعديل

مديرية المَقاطِرَة إحدى مديريات محافظة لحج في اليمن. بلغ عدد سكانها 54613 نسمة عام 2004 وتبلغ مساحتها 476 كم2. كانت قبل عام 2000 تابعة لمحافظة تعز ولكن مع التقسيمات الجديدة أصبحت تابعة لمحافظة لحج وقد يكون هذا لموقعها الجغرافي، تقع المديرية شمال غرب مدينة الحوطة وعلى بعد حوالي 83 كيلو متر منها، وتحدها من الغرب مديرية المضاربة والعارة، ومن الجنوب والشرق مديرية طور الباحة، ومن الشمال أجزاء من محافظة تعز.

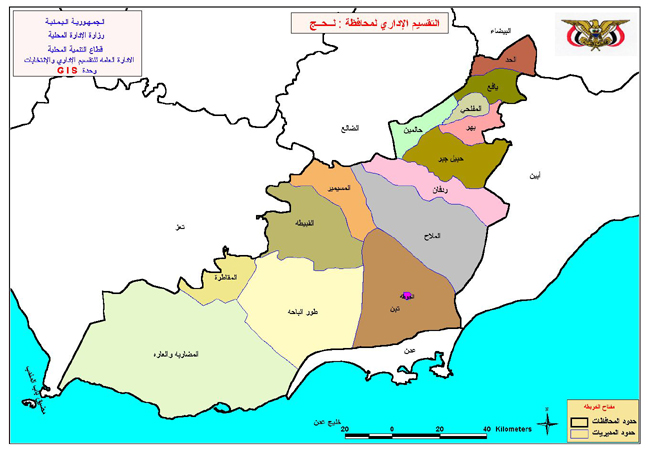
موقع مديرية المقاطرة في محافظة لحج

## التقسيم الإداري
تتكون مديرية المقاطرة من (23) عزلة هُنَّ:
| عزلة             | عدد المساكن | عدد الأسر | الذكور | الأناث | الإجمالي   |
| ---------------- | ----------- | --------- | ------ | ------ | ---------- |
| عزلة زريقة الشام | 2085        | 1790      | 4358   | 6019   | 10377      |
| عزلة زريقة اليمن | 995         | 917       | 2683   | 3293   | 5976       |
| عزلة النجيشة     | 1113        | 949       | 2754   | 3545   | 6299       |
| عزلة العبادلة    | 202         | 181       | 424    | 634    | 1058       |
| عزلة البعيمة     | 206         | 109       | 234    | 350    | 584        |
| عزلة الكعاوش     | 152         | 114       | 302    | 366    | 668        |
| عزلة الاشاهبة    | 156         | 118       | 245    | 393    | 638        |
| عزلة الاكاحلة    | 700         | 563       | 1552   | 1974   | 3526       |
| عزلة الزعازع     | 296         | 269       | 891    | 1094   | 1985       |
| عزلة الاشبوط     | 726         | 639       | 1662   | 1916   | 3578       |
| عزلة المدجرة     | 216         | 198       | 493    | 711    | 1204       |
| عزلة زقيحة       | 171         | 141       | 360    | 475    | 835        |
| عزلة الزعيمة     | 288         | 219       | 558    | 717    | 1275       |
| عزلة الحنيشة     | 210         | 142       | 300    | 516    | 816        |
| عزلة الانبوه     | 713         | 547       | 1438   | 1850   | 3288       |
| عزلة الصوالحة    | 548         | 490       | 1316   | 1660   | 2976       |
| عزلة معبق        | 866         | 748       | 2299   | 2565   | 4864       |
| عزلة السود       | 334         | 312       | 735    | 899    | 1634       |
| عزلة الجليلة     | 146         | 111       | 304    | 319    | 623        |
| عزلة المكابرة    | 291         | 225       | 458    | 653    | 1111       |
| عزلة المغارمة    | 92          | 63        | 109    | 194    | 303        |
| عزلة الهويشة     | 157         | 103       | 226    | 316    | 542        |
| عزلة الدهمشة     | 73          | 59        | 222    | 231    | 453        |
| الإجمالي         | 10736       | 9007      | 23923  | 30690  | 54613 نسمة |

## المعالم التاريخية والسياحية
المقاطرة ذكرها الهمداني في صفة جزيرة العرب ضمن بلاد السكاسك وذكر حصونها ووديانها، ومن أهم معالمها الأثرية قلعة المقاطرة، وهي قلعة شهيرة وحصن حصين ومنيع لا تزال أسواره قائمة حتى اليوم، وهي عبارة عن جبل حصين ويصعب الوصول إلى قمته إلا عبر منفذين ضيقين فقط، وظلت القلعة تستخدم إلى قبيل تحقيق الوحدة بين شطري اليمن في مايو 1990م موقعاً عسكرياً استراتيجياً كونها تطل على معظم مناطق الحجرية ولحج وعدن.
وقد ارتبطت هذه القلعة بمقاومة أبناء المقاطرة ونضالهم ضد الأتراك العثمانيين وانتفاضتهم ضد الحكم الإمامي في اليمن خلال الفترة من 1920 - 1922م.
وتشتهر مديرية المقاطرة بتضاريسها الجبلية الصعبة، وتوجد فيها واحدة من أجمل المحميات الطبيعية في اليمن، وهي محمية جبل أراف المتميزة بغاباتها الكثيفة وتنوعها الحيوي والنباتي.

## الأنشطة الاقتصادية
معظم سكان المديرية يعملون في الزراعة الموسمية التي تعتمد على الأمطار ولكن في الآونة الأخيرة بسبب قلة المياه وندورتها فقد قلت الزراعة إلى حد كبير واتجه كثير من أهالي هذه المنطقة إلى الاغتراب والبحث عن لقمة العيش والكثير منهم من هاجر بأسرته إلى العاصمة صنعاء منهم الأطباء والمهندسين والمدرسين لكي يسهل لهم مواكبة التطور والبحث عن الأفضل والبعض الآخر في عدن والحديدة وتعز، وفي زراعة القات وتسويقه إلا أنه في السنوات الأخيرة مع قلة المياه فأصبحت زراعة القات شيء للاستهلاك الذاتي، وبعضهم يعملون في الوظائف العامة والخاصة. ذلك في الوقت الحالي، في حين في فترات سابقة اشتهرت المنطقة بزراعة عديد من الأصناف وعدد من الأصناف التي أمكن زراعتها؛ مثل: الرمان، الخوخ، المانجو، الباباي (عنب الفلفل)، الجوافة، التين، البرشوم،(التين الشوكي)، البرقوق، البطاط الحلو، الأعشاب الطبية، الحبوب بأنواعها (الذرة، الدجر، القمح الشعير، الشوفان، السمسم، البقل، الكراث، البصل،...) وتسمياتها المختلفة في القواميس الزراعية اليمنية (الذرة، البر، الدخن، الغرب،... )